# Памятник Юзефу Понятовскому

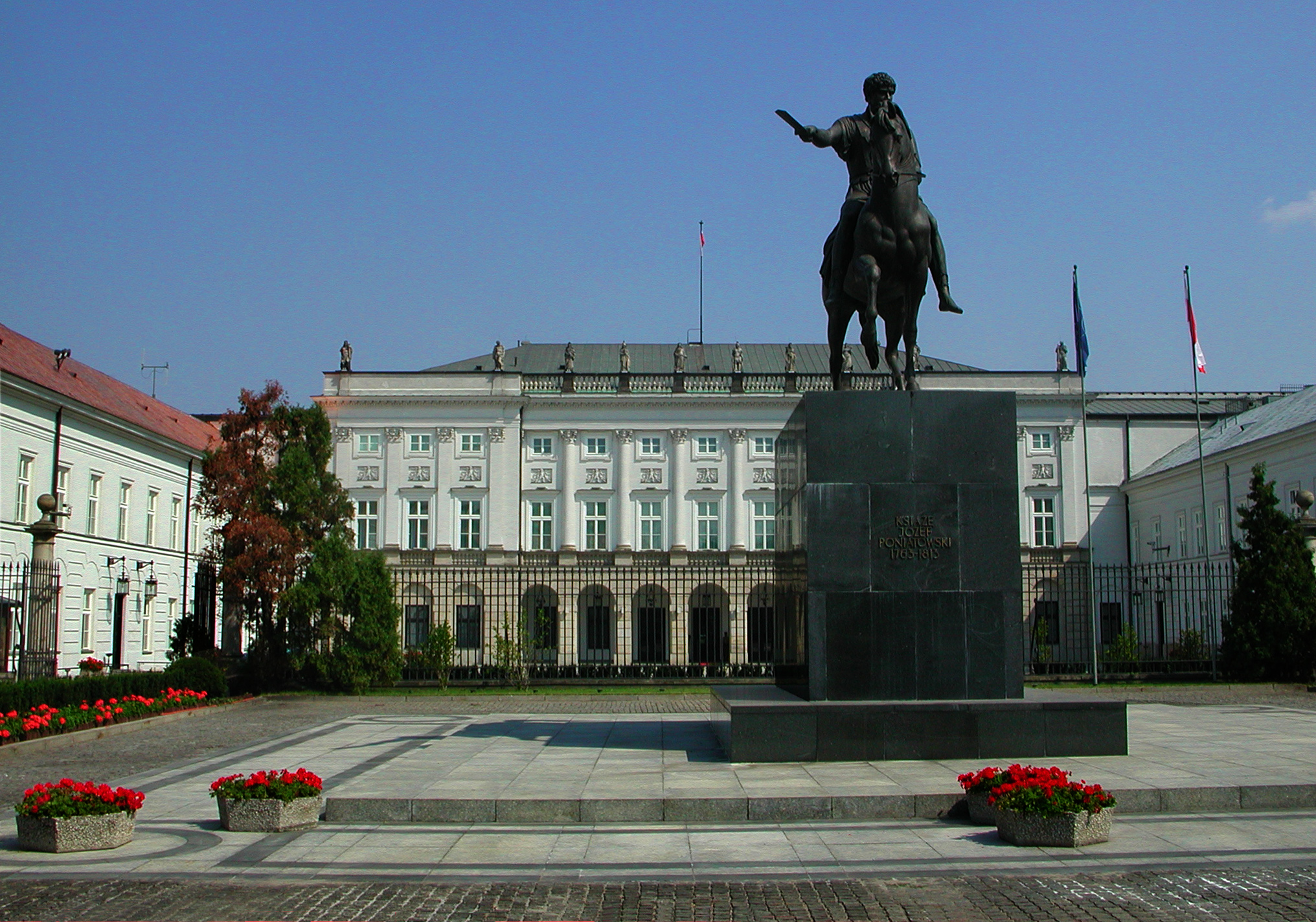

Памятник князю Юзефу Понятовскому в Варшаве — работа датского скульптора Бертеля Торвальдсена. Монумент был заказан в 1817 году. В 1829 году в Варшаве была изготовлена модель памятника. Скульптура была отлита из бронзы в 1832 году, однако вследствие репрессий после Ноябрьского восстания не могла быть установлена согласно прежним планам перед Дворцом наместника.
Монумент был конфискован и в разобранном состоянии перевезён в Новогеоргиевскую крепость (Модлин). В 1840-х годах памятник был подарен Николаем I Ивану Фёдоровичу Паскевичу, вывезен в Демблин (Ивангород) и, наконец, в Гомель, где он был установлен у дворца Паскевича.
Монумент был возвращён в Польшу в 1922 году в соответствии с Рижским договором. В 1923 году был установлен во дворе королевского дворца перед колоннадой Саксонского дворца и могилой Неизвестного солдата. После подавления Варшавского восстания был взорван 19 декабря 1944 года.
Новую отливку скульптуры, изготовленную 1948—1951 по модели, сохранившейся в музее Торвальдсена в Копенгагене, подарило Польше датское правительство. Она была установлена перед Старой Оранжереей в Лазенковском парке, а с 1965 года — перед Дворцом наместника, ныне резиденцией президента Польши.
Торвальдсен изобразил князя Понятовского на лошади, как на античном монументе Марка Аврелия на римском Капитолии. Памятник не понравился жителям Варшавы, так как князь был одет в римский, античный наряд вместо рыцарских доспехов. В. В. Маяковский посвятил памятнику стихотворение «Чугунные штаны».